# تپه ده‌ور ۳
تپه ده ور ۳ مربوط به عصر آهن ۲ است و در شهرستان کوهدشت، بخش طرهان ، دهستان طرهان، ۸۰۰ متری شرق روستای پشت تنگ وسطی واقع شده و این اثر در تاریخ ۲۸ اسفند ۱۳۸۵ با شمارهٔ ثبت ۱۸۳۱۲ به‌عنوان یکی از آثار ملی ایران به ثبت رسیده است.